# Isaiah Berlin
Pour les articles homonymes, voir Berlin (homonymie).
Isaiah Berlin, né le 6 juin 1909 à Riga (Empire russe) et mort le 5 novembre 1997 à Oxford, est un philosophe politique et historien des idées sociales et politiques en Occident.

## Biographie
Issu d'une famille juive lettone, il naît à Riga, dans le gouvernement de Livonie appartenant alors à l'Empire russe, devenue par la suite capitale de la Lettonie.
Il obtient la nationalité britannique, puis américaine. Isaiah Berlin a été président de la British Academy de 1974 à 1978.
La lecture d'Alexandre Herzen lui donne réellement le goût pour l'histoire des idées sociales et politiques.

## Son œuvre
Isaiah Berlin a inscrit son œuvre dans la tradition libérale. Fortement influencé par Robin G. Collingwood (1889-1943)[réf. nécessaire], Berlin considère que toute pensée dominant une époque ou un individu s'organise autour d'une « constellation de présuppositions absolues »[réf. nécessaire]. Aussi toute analyse philosophique requiert-elle une dimension historique. Cependant, dans son essai Historical Inevitability, Berlin réfute la théorie marxiste du matérialisme historique selon laquelle l'Histoire est conçue comme le résultat de déterminismes historiques. Selon lui, il faut aussi prendre en compte la liberté de choisir de chaque individu. C'est pourquoi l'homme ne peut être exempté de toute responsabilité dans l'histoire — même si un auteur, en revanche, n'est pas nécessairement responsable du devenir de sa pensée ou de son idéologie.
Il est surtout connu pour avoir développé la distinction entre les notions de liberté positive des anciens et de liberté négative des modernes qu'il pose en 1958 dans Deux concepts de liberté : la liberté négative est l'absence d'entraves, tandis que la liberté positive, proche de l'idée de Droit et de réalisation de soi, désigne la possibilité de faire quelque chose. Selon lui, les ennemis de la liberté sont les philosophes d'une partie des Lumières, de la Contre-Révolution et du socialisme naissant comme Helvétius, Rousseau, Fichte, Saint-Simon et Joseph de Maistre, car ils défendent une conception autoritaire de la liberté — dont la Révolution française est l'héritière — et qui s'oppose à la tradition anglo-saxonne. Il pense que les philosophes des Lumières ont eu un rôle ambigu dans l'Histoire des idées et se retrouve chez les idéalistes allemands et les philosophes de la modernité.
Dans le contexte de la guerre froide, l'œuvre d'Isaiah Berlin prend le parti des démocraties occidentales, ce qui explique sa sévérité à l'égard de certains philosophes des Lumières qui auraient influencé les idéologies dites « totalitaires » (nazisme, marxisme). Par exemple, il considère Jean-Jacques Rousseau comme un chantre de l'autoritarisme et estime que la pensée de Helvétius a contribué à réduire les mobiles de l'action humanitaire à la simple recherche de l'intérêt[réf. nécessaire].
Selon Zeev Sternhell, « Isaiah Berlin ajoute dans la seconde moitié du XXe siècle un maillon à la culture politique des anti-Lumières ».

## Distinctions
- Commandeur de l'ordre de l'Empire britannique (CBE)
- Chevalier (Kt - 1957)[4]
- Membre de l'ordre du Mérite britannique (OM - 1971)[5]
- Récipiendaire du prix Érasme en 1983.

## Citation
« Il y a, selon moi, deux facteurs qui, au-delà des autres, ont modelé l'histoire humaine au XXe siècle. L'un est le développement des sciences naturelles et de la technologie... L'autre, sans aucun doute, consiste en ces grandes tempêtes idéologiques qui ont altéré les vies de pratiquement toute l'humanité : la révolution russe et ses suites - les tyrannies de droite comme de gauche et les explosions du nationalisme, du racisme et, dans certains lieux, du fanatisme religieux. »

— Isaiah Berlin

## Ouvrages
- Historical Inevitability, Oxford University Press, 1954.
- Deux concepts de liberté, 1958. Texte de sa leçon inaugurale à l'université d'Oxford le 31 octobre 1958[7].
- La Liberté et ses traîtres, éd. Payot, 286 pages. Réinterprétation des œuvres des théoriciens des Lumières et du romantisme, à partir de ses conférences données dans les années 1950 à la BBC.
- Karl Marx, Gallimard, coll. « Idées », Paris, 1962.
- Les Penseurs russes, Albin Michel, Paris, 1984. (recueil d'essais)
- À contre-courant. Essais sur l'histoire des idées, Paris, Albin Michel, 1988.
- En toutes libertés : entretiens avec Ramin Jahanbegloo, Paris, Félin, 1990
- Trois Essais sur la condition juive, Calmann-Lévy, 1973 ; Pocket-Agora, 1992
- « Joseph de Maistre et les origines du totalitarisme », Le Bois tordu de l'humanité : Romantisme, nationalisme, totalitarisme, Albin Michel, 225 p., 1992  (ISBN 978-2226056610)
- Eloge de la liberté, Calmann-Lévy, coll. Sciences Humaines et Essais, 1994.
- Le Mage du Nord, critique des Lumières : J.G. Hamann 1730-1788, PUF, coll. Perspectives Germaniques, 160 p., 1997.
- Le Sens des réalités, Ed. des Syrtes, 2003, rééd. Les Belles Lettres, 2011.
- Les Racines du Romantisme, Ed. R&N, 2020.
- Le Hérisson et le Renard : essai sur la vision de l'Histoire de Tolstoï, trad. fr. Aline Berlin, préface de Mario Vargas Llosa, Les Belles Lettres, 140 p., 2020.